# 艾瑞克·威斯喬斯
艾瑞克·威斯喬斯，（Eric F. Wieschaus，1947年6月8日—），美国发育生物学家，1995年獲得諾貝爾生理學或醫學獎。出生于印第安纳南本德，圣母大学本科毕业，耶鲁大学博士。1978年开始在欧洲分子生物学实验室工作，1981年从海德堡搬到普林斯顿大学。主要研究果蝇胚胎发育。